# Эр (город, Квинсленд)
Эр (англ. Ayr) — город и местность в графстве Бурдекин, штат Квинсленд, Австралия. Является центром области выращивания сахарного тростника, а также административным центром Совета графства Бурдекин. По переписи населения 2021 года, население Эр составляло 8,6 тыс. человек.

## География
Эр расположен в 88 километрах к югу от Таунсвилла и в 12 километрах от Хоум-Хилл, Квинсленд. Также, город находится в 112 километрах к северу от Боуэна и в 290 километрах к северу от Маккая. Он входит в графство Бурдекин и расположен недалеко от дельты реки Бердекин.
Мирриган — это район в населённом пункте (19°36′ ю. ш. 147°24′ в. д.). Он получил своё название от бывшей железнодорожной станции Мирриган (19°35′39″ ю. ш. 147°23′46″ в. д.), который был назначен в Департаменте  железных дорог Квинсленда 10 сентября 1914 года. На языке аборигенов это слово означает звезду.
Парксайд — это район на юго-востоке города (19°35′00″ ю. ш. 147°25′00″ в. д.).
Железнодорожная станция Эр (19°34′28″ ю. ш. 147°23′46″ в. д.) находится на железнодорожной линии Северного побережья и пассажирская остановка для Духа Квинсленд.

## История

### История аборигенов
Бири (бирри) — язык Центрального и Северного Квинсленда. Бири относится к языковой цепочке, простирающейся от Центрального Квинсленда до Таунсвилла, и часто используется как универсальное название для других языков и / или диалектов в регионе. Языковая зона включает города Боуэн, Эр, Коллинсвилл и Небо.

### Британские исследования
Первое британское исследование этого района произошло в 1839 году во время третьего рейса HMS Beagle, когда капитан Джон Клементс Уикхэм прошёл 10 миль вверх по водному пути, позже известному как река Бурдекин. Его продвижение было остановлено рыбацкой плотиной, построенной местными аборигенами через реку.
В 1843 году во время исследовательского рейса HMS Fly лейтенант Джон Инс, Джозеф Джукс и Фредерик Эванс плыли вверх по реке недалеко от того места, где сейчас расположен город Эр. Они столкнулись с двумя большими племенами аборигенов, с которыми у них были дружеские отношения, они обменивались предметами и участвовали в церемонии приветствия. Художник Харден Сидни Мелвилл присутствовавший в тот момент, позже нарисовал изображение встречи.
Выживший после кораблекрушения Джеймс Моррилл жил с аборигенами в этом регионе в течение семнадцати лет с 1846 года, когда его выбросило на берег на самодельном плоту. Моррилл вёл традиционный образ жизни аборигенов и позже сделал исторически важные записи о своём опыте.
В 1859 году Генри Дэниел Синклер, Джеймс Гордон и Бен Пул совершили морское путешествие, которое исследовало устье реки Бурдекин. Они прошли около 8 миль вверх по реке, но побоялись исследовать дальше, так как опасались местных аборигенов и имели ограниченное количество огнестрельного оружия.
Джордж Эльфинстон Дальримпль возглавил сухопутную экспедицию в этом районе в 1859 году в поисках земельных владений и вернулся снова в 1860 году в качестве главы морской исследовательской группы. Во время этих экспедиций Дальримпль несколько раз сталкивался с местными аборигенами. В 1862 году Дальримпль совершил ещё одно путешествие в нижнюю часть региона Бурдекин, заключив, что «страна открытых лесов с богатой травой» станет «самым ценным дополнением к пастбищным и сельскохозяйственным ресурсам колонии».

### Британская колонизация
Район был открыт для сквоттинга в аренду в 1861 году, и в том же году Эдвард Спенсер Антилл (который был сыном выдающегося колониста Генри Колдена Антилла) прибыл в регион, чтобы занять землю. В 1862 году он выбрал большой участок земли вдоль нижнего течения реки Бурдекин для овцеводческой стоянки, которую назвал Ярвисфилд в честь фамильного поместья Антилл возле Пиктона. Группы вооружённых поселенцев и местная полиция начали вытеснять аборигенов с земли примерно в это время, а Джеймс Моррилл задокументировал резню местного племени реки Бурдекин. У Антилла на лбу был пожизненный шрам от бумеранга, брошенного в него во время одного из этих эпизодов пограничного насилия. Моррилл пытался заключить договор между британцами и аборигенами, согласно которому прибрежная зона на северной стороне Бурдекина была бы заповедником для коренных жителей, но власти проигнорировали это предложение.
После того, как ES Antill был основан, другие колонисты заняли земли в регионе, а именно Джон Грэм Макдональд, который сформировал собственность Inkerman Downs при финансовой поддержке Роберта Таунса и Эдвард Каннингем, который сформировал станцию Woodhouse. В качестве возмездия за убийства и угон скота, карательные экспедиции местной полиции во главе с лейтенантом Джоном Марлоу «разогнали» местное аборигенное население.
Городок под названием Викхем был основан в регионе в 1864 году, но был разрушен в 1870 году во время наводнения. Роберт Уильям Грэхем сформировал участок Лиллисмер в 1876 году, а в 1881 году геодезист Эллис Уильям Лимбернер заложил основу для посёлка Эр на том же месте.
Эр был назван в честь шотландского города Эр, где родился премьер-министр Квинсленда девятнадцатого века сэр Томас Макилрайт.
Почтовое отделение в Эр открылось 25 августа 1883 года.

### Плантации и фабрики сахарного тростника
Крупномасштабное выращивание сахарного тростника в регионе началось в 1879 году с образованием компании Burdekin Delta Sugar Company в результате партнёрства местных землевладельцев Роберта Уильяма Грэма и Арчибальда Кэмпбелла Макмиллана. Их плантация называлась Airdmillan, и в 1883 году был построен сахарный завод Airdmillan И мельница, и плантация стали финансово нежизнеспособными в 1885 году после репатриации похищенных рабочих с островов Южных морей, работавших на плантации. Из 532 островитян, доставленных в Эйрдмиллан, 128 или 24 % умерли к 1885 году. В 1890-х годах Эйрдмиллан был разделён, и сегодня большая часть города Эр расположена на территории, которая когда-то была частью поместья Эйрдмиллан. Близлежащий населённый пункт Эйрдмиллан назван в честь плантации.
Другие колонисты также основали плантации и мельницы в регионе в 1880-х годах. Джеймс Маккензи основал поместье и мельницу Сифорт, а Колин Манро построил мельницу Драйни. В 1882 году Джон Спиллер и Генри Брэндон основали плантацию Пионер, которая вскоре была продана братьям Дрисдейл. Компания Drysdales построила фабрику Pioneer Mill в 1884 году, а затем построила Инкерманскую фабрику в 1914 году. Чарльз и Джон Янг основали плантацию Каламия в 1882 году, а фабрика Каламия заработала два года спустя. Большая часть работы на этих плантациях в первые годы выполнялась жителями островов Южных морей, многие из которых умерли в первый год после отправки. В Каламии и Пайонир уровень смертности составлял 14 %, а в Сифорте — 26 %. Работа островитян в регионе была прекращена в начале 1900-х годов.
Заводы Pioneer, Kalamia и Inkerman все ещё работают и принадлежат Wilmar Sugar.

### Здания в городе
Государственная школа Эр открылась 15 ноября 1886 года. В 1928 году к нему была добавлена средняя школа. В 1937 году средняя школа стала отдельной единицей, Государственной средней школой Эр.
Начальная школа Святого Франциска открылась в 1912 году и управляется тремя сёстрами доброго самаритянина.
Мемориальная арка Эйра войны является входом в Мемориальный парк и увековечивает память тех, кто служил в Первой мировой войне . Он был посвящён в ноябре 1925 года председателем графства советником Барсби.
В 1926 году Энни Деннис основала Общинную церковь Бурдекин как пятидесятническую миссию для жителей Южных морей.
Государственная школа Ист-Эр открылась 8 августа 1952 г.
Школа «Эр Оппортьюнити» открылась для детей с ограниченными возможностями в 1972 году. Примерно в 1985 году она была переименована в специальную школу Бурдекина. В 2001 году название было изменено на Школа Бурдекина.
Католическая средняя школа Бурдекина открылась 1 апреля 1974 года в маристских традициях.
Христианский колледж Бурдекин был открыт 5 февраля 1982 года Общинной церковью Бурдекина.
Библиотека Бурдекина открылась в 1984 году.

## Списки наследия
В Эр есть ряд объектов, внесённых в список наследия города, в том числе:
- Квин-стрит, 155: почтовое отделение в Эр.

- Квин-стрит, 163: Эр-Корт.

- 82-90 Wickham Street: Государственная средняя школа Эр.

- Янг-стрит, 145: Залы Совета Бурдекинского Шира.

## Демография
Согласно переписи населения 2016 года, в городе проживало 8281 человек.
- Аборигены и жители островов Торресова пролива составляли 7,7 % населения.
- 82,4 % людей родились в Австралии. На втором месте, страной рождения была Италия, с показателем 2,1 %.
- 85,4 % людей говорили только по-английски дома. Среди прочего, языком, который располагается на втором месте по распространённости дома, является итальянский, 2,8 %.
- Религиозный состав - 37,3 % католиков, 15,7 % англиканцев и 15 % неверующих.

## Образование
Государственная школа Эр — государственная начальная школа (Prep-6) для мальчиков и девочек по адресу 141 Graham Street (19°34′44″ ю. ш. 147°24′02″ в. д.). В 2017 году в школе обучалось 119 учеников, из них 14 учителей (11 в эквиваленте полной занятости) и 17 человек, не являющихся преподавателями (в эквиваленте 10 человек).
Государственная школа Ист-Эр — государственная начальная школа (Prep-6) для мальчиков и девочек по адресу 43-73 Ross Street (19°33′48″ ю. ш. 147°24′59″ в. д.) —. В 2017 году в школе обучалось 557 учеников, из них 47 учителей (40 штатных единиц) и 22 непреподавательских сотрудника (15 штатных единиц). Он включает специальную образовательную программу.
Школа Святого Франциска — католическая начальная школа (Prep-6) для мальчиков и девочек по адресу: 99 Edward Street (19°34′13″ ю. ш. 147°24′05″ в. д.). В 2017 году в школе обучалось 304 ученика, из них 20 учителей (17 штатных единиц) и 17 непреподавательских сотрудников (11 преподавателей).
Христианский колледж Бурдекина — это частная начальная и средняя школа (Prep-12) для мальчиков и девочек по адресу 2-12 Melbourne Street (19°34′22″ ю. ш. 147°25′01″ в. д.) В 2017 году в школе обучалось 133 ученика, из них 13 учителей (12 штатных эквивалентов) и 10 непреподавательских сотрудников (8 штатных сотрудников).
Burdekin School — это специальная начальная и средняя школа (Early Childhood-12) для мальчиков и девочек на улице Янг, 159 (19°34′42″ ю. ш. 147°24′28″ в. д.). В 2017 году в школе обучались 17 учеников, 5 учителей (4 штатных эквивалента) и 11 непреподавательских сотрудников (6 штатных сотрудников).
Государственная средняя школа Эр — государственная средняя школа (7-12 лет) для мальчиков и девочек на улице Cnr Edwards & Wickham Streets (19°34′37″ ю. ш. 147°24′35″ в. д.) В 2017 году в школе обучалось 480 учеников, из них 46 учителей (44 штатных эквивалента) и 30 непреподавательских работников (23 эквивалента). Имеется специальная образовательная программа.
Католическая средняя школа Бурдекина — католическая средняя школа (7-12 лет) для мальчиков и девочек на улице Гибсон, 45 (19°33′53″ ю. ш. 147°24′52″ в. д.). В 2017 году в школе обучались 436 учеников, 40 учителей (39 эквивалентов на полной ставке) и 23 непреподавательских сотрудника (19 эквивалентов на полной ставке).

## Удобства
В городе располагается небольшая государственная больница. Одноэтажное здание предлагает базовую неотложную медицинскую помощь и имеет вертолётную площадку для более серьёзных чрезвычайных ситуаций.
У Эр есть обычные сетевые магазины, в том числе Domino’s Pizza, боулинг, магазин игрушек, кинотеатр, шесть пабов, а также ряд магазинов спортивной одежды, электротоваров и модной одежды. Также имеется несколько банков, включая Commonwealth, ANZ, Suncorp, National и Bendigo Bank.
Совет Шира Бурдекин управляет публичной библиотекой в Эр по адресу 108 Graham Street (19°34′33″ ю. ш. 147°24′14″ в. д.).
Эйрское отделение Ассоциации женщин Квинсленда располагается на улице Чиппендейл, 20.
Объединяющая церковь Бурдекина (англ. Burdekin Uniting Church) включает две церкви, одна на Маккензи-стрит, 130 (19°34′35″ ю. ш. 147°24′10″ в. д.) в Эр, а другой в Хоум Хилл.
В Эйре играют в самые разные виды спорта, включая тач-регби, регби-15, регбилиг, футбол, теннис и гольф. Также популярны нетбол и настольный теннис.

## Достопримечательности
Пляж Альва, также известный как пляж Линча, является популярным местом для рыбной ловли и плавания. Расположен в 16 километрах к востоку от Эр.

## СМИ
Burdekin Local News издаётся каждый четверг и является единственной независимой местной газетой в регионе, которая распространяется в регионе Бурдекин, а также в Боуэне и центральном деловом районе Таунсвилла. 

## Транспорт
Главная улица Эра, Куин-стрит, представляет собой широкую улицу с двумя полосами движения. Через город проходит A1 — двухполосное шоссе, главная дорога Бурдекина, соединяющая Эр с близлежащим Брэндоном и Хоум-Хиллом.
Железнодорожный вокзал Эр — это остановка городского железнодорожного транспорта, откуда регулярно отправляются поезда из Брисбена в Кэрнс. Хотя в городе нет общественного транспорта, школьников по всему региону подвозят несколько автобусных маршрутов.

## Знаменитые уроженцы
- Закари Андерсон: профессиональный футболист — Central Coast Mariners
- Подполковник Джим Бурк: награждённый ветеран войны во Вьетнаме[52][53][54][55][56]
- Патрисия Кокрем: бывшая австралийская баскетболистка.
- Марк Далле Корт: игрок лиги регби и профсоюзный деятель.
- Мэттью Хэм: профессиональный футболист — North Queensland Fury.
- Шейн Маспратт: профессиональный игрок лиги регби.
- Кел О’Ши: представитель австралийской лиги регби[57].
- Райан Фелан: журналист и телеведущий.
- Дон Уокер: музыкант / автор песен — Cold ChiselCold Chisel[англ.].
- Кэрри Уэбб: профессиональный игрок в гольф, член Зала славы LPGA[англ.].